# 木部貞朝
木部 貞朝（きべ さだとも）は、戦国時代から安土桃山時代にかけての武将。

## 略歴
木部氏は上野国緑野郡（多野郡）木部村の国人。
木部範虎の嫡男として誕生。父・範虎は箕輪城主・長野業正の娘婿であったが、甲斐武田氏に降った後、天正10年（1582年）の天目山の戦いで討死したため、貞朝が家督を継いだ。
貞朝は武田氏を滅ぼした滝川一益に従うが、滝川と小田原北条氏との合戦「神流川の戦い」において討死した、とされているが、同合戦後は小田原北条氏に帰属した。
天正18年（1590年）の豊臣秀吉による小田原征伐の結果、北条氏は領地を失い、当主の北条氏直は高野山に蟄居させられた。これに貞朝は随行した。氏直は早々に許されることとなり、新たに領地も与えられる予定であったが急な病により死去した。貞朝は追腹を切ったと伝わるが、京で病死したとも伝わる。
木部氏の家督は弟の直高が継いだ。北条氏の後の関東を治めることとなったのは徳川家康だが、直高の子の直時（直方）が徳川幕府第二代将軍となった徳川秀忠に仕え、子孫は江戸幕府旗本となった。